# 단양향교
단양향교(丹陽鄕校)는 대한민국 충청북도 단양군 단성면에 있는 조선시대의 향교이다. 1981년 12월 26일 충청북도의 유형문화재 제107호로 지정되었다.

## 개요
향교는 훌륭한 유학자를 제사하고 지방민의 유학교육과 교화를 위하여 나라에서 지은 교육기관이다.
태조 15년(1415)에 세운 단양향교는 명종(재위 1545∼1567) 초기 이황이 군수로 있을 때 지금의 자리로 옮겼다. 영조(재위 1724∼1776) 때 두 차례 고쳤으며, 그 뒤에도 여러 차례 수리하였다.
조선시대에는 국가로부터 토지·노비·책 등을 지급받아 학생들을 가르쳤으나 갑오개혁(1894) 이후 교육적 기능은 없어지고, 봄·가을에 제사만 지낸다.

## 건물
현재 향교에 남아있는 건물은 대성전·동무·서무·명륜당·동재 및 기타 부속건물이 있다. 내삼문을 경계로 앞쪽에는 명륜당을 중심으로 배움의 공간을 두고, 뒤쪽에는 대성전을 중심으로 제사공간을 이루고 있어 향교의 일반적 배치인 전학후묘를 따르고 있다.
- 대성전(大成殿) : 유교 선현의 위패를 모신 공간 (7칸 반 규모)
- 동무(東廡) : 유교 선현의 위패를 모신 부속 공간 (3칸 규모)
- 서무(西廡) : 유교 선현의 위패를 모신 부속 공간 (3칸 규모)
- 내삼문(內三門) : 대성전과 강학 공간을 구분하는 문 (3칸 규모)
- 명륜당(明倫堂) : 강학을 실시하던 공간 (6칸 규모)[1]
- 수업재(修業齋) : 학생이 머무는 동재(東齋)
- 진덕재(進德齋) : 학생이 머무는 동재의 남쪽 일부[2]
- 제기고(祭器庫) : 제례 물품 보관 공간
- 수복사(守僕舍) : 향교 운영 인원 공간
- 고직사(庫直舍) : 향교 사무 인원 공간
- 풍화루(風化樓) : 향교 정문 문루(門樓)[3]

## 참고 자료
- 단양향교 - 국가유산청 국가유산포털